# Paniza (kommunhuvudort)
Paniza är en kommunhuvudort i Spanien.   Den ligger i provinsen Provincia de Zaragoza och regionen Aragonien, i den nordöstra delen av landet, 230 km öster om huvudstaden Madrid. Paniza ligger 711 meter över havet och antalet invånare är 728.
Terrängen runt Paniza är platt åt nordost, men åt sydväst är den kuperad. Runt Paniza är det mycket glesbefolkat, med 2 invånare per kvadratkilometer. Närmaste större samhälle är Cariñena, 6,0 km norr om Paniza. Omgivningarna runt Paniza är i huvudsak ett öppet busklandskap.